# Sheila (cantante)
Sheila, pseudonimo di Annie Chancel (Créteil, 16 agosto 1945), è una cantante e attrice francese, in attività dal 1962.

## Biografia
Nata a Créteil il 16 agosto 1945, Annie Chancel è l'unica figlia di André Chancel, un commerciante di dolciumi, e di Micheline Gaultier, entrambi provenienti dalla cittadina di Salins, vicino a Cantal, nel Cantal. Inizialmente sogna di diventare un'artista del circo, coltivando però parallelamente la passione per la musica, il canto e la danza: inizia a suonare il pianoforte e ad apprendere la teoria musicale già all'età di otto anni. Dopo aver studiato alla scuola comunale in rue de Patay a Parigi, cerca di entrare all'Opéra national de Paris, venendo tuttavia scartata perché troppo grande per la sua età. A 14 anni, dopo aver conseguito il diploma di studi, inizia a lavorare nei mercati di periferia con i suoi genitori, mentre segue corsi di contabilità: è proprio nei mercati che si guadagna l'appellativo di "radio" per l'abitudine di canticchiare spesso durante il lavoro. Supera con successo l'esame per il Master dell'ORTF, ma non completerà mai gli studi.
Vanta un repertorio di interpretazioni in cinque lingue: a parte il francese, ha infatti cantato in inglese, tedesco, spagnolo e italiano spaziando attraverso i più vari generi musicali, dalla musica leggera a quella pop, dalla musica disco alla canzone colta francese. Ha inoltre preso parte ad alcuni film e ad una serie televisiva. 
Verso la fine del 1960, Sheila viene contattata da un'orchestra di giovani in cerca di una cantante. Rimane con questo gruppo per un breve periodo, fino all'inizio del 1961, quando conosce i Les Guitares Brothers, un gruppo rock amatoriale fondato da due fratelli. Con loro, si prepara per diversi mesi a un'esibizione al Casino de Perros-Guirec, in Bretagna. L'ambizione del giovane gruppo è però quella di esibirsi al Golf-Drouot, tempio della musica dove debuttarono la maggior parte delle stelle dell'epoca come Dalida, Johnny Hallyday, Les Chaussettes noires o Les Chats sauvages: ambizione che si realizza quando, il 14 settembre 1962, su consiglio di Henri Leproux (regista di Golf-Drouot), i suoi futuri produttori Jacques Plait e Claude Carrère concedono un provino ad Annie Chancel con il suo gruppo The Guitars Brothers, in un vecchio cinema in disuso nel XIV arrondissement di Parigi. Il giorno successivo, Claude Carrère convoca i genitori di Annie Chancel, che è ancora minorenne, in un bar per far firmare loro un contratto in esclusiva per un periodo di 10 anni.
Sheila, il titolo di punta del suo primo super 45 da solista, debutta il 13 novembre 1962. Il produttore decide di lanciare la  carriera di Annie Chancel con lo pseudonimo di "Sheila", come la sua canzone, adattamento del successo di Tommy Roe. Il singolo tuttavia viene presto spodestato da quello di Lucky Blondo, che gareggia con lo stesso titolo. Per aumentare le vendite e superare gli ascolti del singolo, Carrère si affida alla commercializzazione, modellando l'aspetto della sua giovane recluta con un abito castigato (camicetta bianca, gonna scozzese e trapunte con piccoli fiocchi) e un repertorio coordinato, con l'obiettivo di raggiungere gli adolescenti della sua età.
Nel 1963, il singolo L'école est Finie raggiunge la prima posizione in Francia, rimanendovi per sei settimane. Nel 1965 prima Toujours des Beaux Jours, C'est Toi Que J'aime e poi Le Folklore Américain riportano la cantante al primo posto per due settimane. Nel 1966 Le Cinéma arriva prima per sei settimane e L'Heure de la Sortie per tre settimane. Nel 1967 Adios Amor arriva prima per otto settimane in Francia e Dans une Heure prima per tre settimane. Nel 1971 Les rois mages riporta la cantante in prima posizione in Francia per quattro settimane. Nel 1973 Les gondoles à Venise insieme con il cantante francese Ringo arriva prima per quattro settimane.
Dal 1977, Sheila è stata attiva anche nel gruppo musicale Sheila & Black Devotion composto da lei e dai tre musicisti afroamericani Dany Mac Farlane, Freddy Stracham e Arthur Wilkins. Con loro pubblica i successi Spacer del 1979, Singin' in the rain e Love me Baby del 1977.
Sheila ha al suo attivo ventisei album in studio (di cui due in collaborazione con Ringo), 6 album registrati in concerto, 3 album registrati in concerto con altri artisti e 40 raccolte. Sono stati inoltre pubblicati 12 cofanetti (CD o vinili) e 92 singoli dal 1962 al 2008. Nel corso della sua carriera ha venduto più di ottantacinque milioni di dischi.

## Vita privata
Sheila ha vissuto a Parigi per la maggior parte della sua giovinezza. Nel 1972 ha deciso di trasferirsi negli Yvelines, prima a Feucherolles, poi a Gressey (dal 1997 al 2008), poi a Garancières (dal 2008 fino alla fine del 2017); da allora ha vissuto a Flexanville.
È stata sposata con il cantante Guy Bayle (alias Ringo) dal 1973 al 1979, anno in cui la coppia ha divorziato. Dal 2006 è sposata in seconde nozze, celebrate a Saint-Jean-de-Luz, con Yves Martin.
Ha avuto un figlio, di nome Ludovic, nato il 7 aprile 1975 dal primo matrimonio: Ludovic morirà tragicamente nel 2017, all'età di 42 anni, a causa di un'overdose di cocaina e lasciando una figlia, Tara Rose, allora sedicenne.

## Discografia

### Album
Come Sheila
- Le Sifflet Des Copains (1963)
- Écoute Ce Disque (1964)
- Tous Les Deux (1965)
- Toujours Des Beaux Jours (1965)
- L'Heure De La Sortie (1966)
- Dans Une Heure (1967)
- Long Sera L'Hiver (1968)
- Oncle Jo (1969)
- Reviens Je T'Aime (1970)
- Love (1971)
- Poupée De Porcelaine (1972)
- Les Gondoles A Venise (1973)
- Quel Tempérament De Feu (1975)
- L'Amour Qui Brûle En Moi (1976)
- Singin' in the Rain or Love Me Baby (in certain countries) (1977)
- SB Devotion (1979)
- King of the World (1980)
- Pilote Sur Les Ondes (1980)
- Little Darlin' (1981)
- On dit (1983)
- Je suis comme toi (1984)
- Zénith 85 (1985)
- Tendances (1988)
- Olympia – Je Suis Venue Te Dire Que Je M'En Vais (1989)
- Le Meilleur (1998) Re-recordings of her greatest hits and new songs
- Live at the Olympia (1999)
- Dense (1999)
- Seulement pour toi (2002)
- Jamais Deux Sans Toi (Live at the Olympia) (2002)
- Enfin Disponible (Live at the Cabaret Sauvage) (2007)
- Solide (2012)

Come Sheila & Ringo
- Sheila & Ringo (1974)

Come Sheila & B. Devotion
- Singin' in the Rain or Love Me Baby (in certain countries) (1977)
- Disque d'or (1979) (compilation album)
- King of the World (1980)
- The Disco Singles (2007) (compilation album)

### Singoli
Come Sheila
- "Sheila" (1962) (#3) France
- "L'école est finie" (1963) (#1) France[3]
- "Pendant Les Vacances" (1963) (#1) France[4]
- "Le Sifflet des Copains" (1963) (#1) France[5]
- "La Chorale" (1964) (#14) France
- "Chaque Instant de Chaque Jour" (1964) (#2) Belgium[6]
- "Vous les Copains, Je Ne Vous Oublierai Jamais" / "Ecoute Ce Disque" (1964) (#1) France[7]
- "Toujours des Beaux Jours" (1965) (#2) France[8]
- "C'est Toi Que J'Aime" (1965) (#1) France[9]
- "Devant le Juke-Box" (with AKIM) (1965) (#1) France[10]
- "Le Folklore Américain" (1965) (#1) France,[11] (#1) Belgium[12]
- "Le Cinéma" (1966) (#1) France, (#1) Belgium[13]
- "Bang Bang" (1966) (cover of Cher's hit) (#1) France,[13] (#4) Argentina[14]
- "L'Heure de la Sortie" (1966) (#1) France[15]
- "La Famille" (1967) (#2) France[16]
- "Adios Amor" (1967) (#1) France[17]
- "Le Kilt" (1967) (#1) France[18]
- "Quand Une Fille Aime Un Garçon" / "Dalila" (1968) (#1) France[19]
- "Petite Fille de Français Moyen" (1968) (#1) France[20]
- "La Vamp" (1968) (#3) France
- "Arlequin" (1969) (#4) France[21]
- "Love Maestro Please" / "La Colline de Santa Maria" (1969) (#14)
- "Oncle Jo" (1969) (#1) France
- "Julietta" (1970) (#5) France[22]
- "Ma Vie à t'Aimer" (1970) (#13) France
- "Reviens je t'Aime" (1970) (#1) France
- "Les Rois Mages" (1971) (#1) France[23]
- "Blancs, Jaunes, Rouges, Noirs" (1971) (#7) France[24]
- "J'Adore" (with Aldo Maccione) (1971) (#12)
- "Sanson et Dalila" (1972) (#1) France
- "Le Mari de Mama" (1972) (#2) France, (#2) Switzerland[25]
- "Poupée de Porcelaine" (1972) (#1) France
- "Adam et Eve" (1973) (#5) France
- "Mélancolie" (1974) (#3) France
- "Le Couple" (1974) (#7) France
- "Tu es le soleil" (1974) (#1) France[26]
- "Ne Fais Pas Tanguer le Bateau" (1974) (#2) France
- "C'est le Cœur" (1975) (#3) France
- "Aimer Avant de Mourir" (1975) (#3) France
- "Quel Tempérament de Feu" (1975) (#2) France
- "Un Prince en Exil" (1976) (#1) France
- "Patrick Mon Chéri" (1976) (#1) France
- "Les Femmes" (1976) (#1) France
- "L'Amour Qui Brûle En Moi (1976) (#6) France
- "L'Arche de Noé" (1977) (#4) France
- "Kennedy Airport" (1978) (#5) France
- "Spacer" (1979) (#1) France
- "Pilote Sur Les Ondes" (1980) (#1) France
- "Les Sommets Blancs de Wolfgang" (1980) (#3) France
- "Et Ne La Ramène Pas" (1981) (#5) France
- "Little Darlin'" (1981) (#1) France, (#49) US
- "Runner" (1981) France
- "Une Affaire d'Amour" (1981)
- "La Tendresse d'Un Homme" (1982)
- "Glori, Gloria" (1982) (#7) France
- "Tangue Au" (1983) (#1) France
- "Vis Vas" (1983) (12" single only) (#10) France
- "Emmenez-Moi" (1983) (#5) France
- "Jeannie" (1984)
- "Le Film à L'Envers" (1984)
- "Je Suis Comme Toi" (1985) (#8) France
- "Chanteur de Funky" (1985)
- "Comme Aujourd'Hui" (1987) (#10) France
- "C'est Ma vie" (1987)
- "Pour te Retrouver" (1988)
- "Fragile" (1988)
- "Partir" (1989)
- "Le Tam-Tam du Vent" (1989) (new version)
- "Spacer" (remix by Dimitri From Paris) (1992)
- "On S'Dit Plus Rien" (1992)
- "Spacer" (1998) (new recording)
- "Les Rois Mages 98" (Melchior single mix) (1998)
- "Les Rois Mages 98" (Version Salsa) (1998)
- "Medley Disco" (1999)
- "Dense" (1999)
- "Love Will Keep Us Together" (2000)
- "Toutes Ces Vies" (2002)
- "L'Amour Pour Seule Prière" (2006)[27]
- "Pour Sauver l'Amour" (digital download) (2012)

Come Sheila & Ringo
- "Les Gondoles à Venise" (1973) (as duo Sheila & Ringo)

Come Sheila & B. Devotion
- "Love Me Baby" (1977) (first pressing as S.B.Devotion)
- "Singin' in the Rain" (1978) UK # 11
- "I Don't Need a Doctor" (1978)
- "Hôtel de la Plage" (OST) (1978)
- "You Light My Fire" (1978) UK #44
- "Seven Lonely Days" (1979)
- "Seven Lonely Days" (1979) (New American Recording)
- "No No No No" (1979)
- "Spacer" (1979)
- "King of the World" (1980)
- "Your Love Is Good" (US promo - 1980)

## Filmografia
- O l'ammazzo o la sposo (Bang-Bang), regia di Serge Piollet (1967)
- Terzo canale - Avventura a Montecarlo, regia di Giulio Paradisi (1970)
- L'isola del tesoro (Treasure Island), regia di Raúl Ruiz (1985)